# HIP 54597
HIP 54597 — двойная звезда в созвездии Гидры на расстоянии приблизительно 129 световых лет (около 39,5 парсек) от Солнца. Визуальная звёздная величина звезды — +9,836m. Возраст звезды определён как около 6,9 млрд лет.
Вокруг звезды обращается, как минимум, одна планета.

## Характеристики
Первый компонент — оранжевый карлик спектрального класса K5V, или K5. Масса — около 0,69 солнечной, радиус — около 0,66 солнечного, светимость — около 0,208 солнечной. Эффективная температура — около 4589 K.
Второй компонент (HIP 54597 c) — коричневый карлик спектрального класса L2. Масса — около 71,7 юпитерианской. Удалён на 50,8 угловой секунды (в среднем около 2026 а.е.).

## Планетная система
В 2023 году группой астрономов было объявлено об открытии планеты HIP 54597 b.
В 2019 году учёными, анализирующими данные проектов HIPPARCOS и Gaia, у звезды обнаружена планета HIP 54597 d.